# Nom yen
Nom yen (tiếng Thái: นมเย็น, phát âm [nōm jēn]) là một thức uống Thái làm từ siro salak và sữa lạnh. Trong tiếng Thái, nom có nghĩa là 'sữa' và yen nghĩa là 'lạnh'. Có hai loại sữa dùng để làm nom yen. Nom sot là sữa tươi, nom khon là sữa đặc, và nom khon wan là sữa đặc có đường. Có hai cách phục vụ nom yen: đá và ướp lạnh. Đây là đồ uống có thể tìm thấy mọi nơi tại Thái Lan từ các gian hàng trên đường phố. Giá dao động từ 15 THB (baht Thái) đến 25 THB hoặc từ 30 đến 60 THB tại một số cửa hàng cà phê. Người Thái cũng làm đồ ngọt từ nom yen. Một phong cách khác của nom yen có thể tìm thấy tại các cửa hàng đồ ngọt. Nó gọi là namkhaeng sai hoặc nom yen đá bào kiểu Thái. Nguyên liệu sẽ tương tự như nom yen, ngoại trừ đông đá chúng. Không giống nom yen, người Thái thường cân nhắc namkhaeng sai như một món ngọt tự làm bởi vì nó dễ và nguyên liệu có thể tìm thấy tại các khu vực địa phương.